# 三島億二郎
三島 億二郎（みしま おくじろう）は、江戸時代末期から明治時代にかけての武士（越後長岡藩士）、政治家、実業家。北越戦争で疲弊した越後国（新潟県）長岡の復興と近代化に尽力した。

## 経歴

### 北越戦争まで
文政8年（1825年）、長岡藩士・伊丹市左衛門の二男として、長岡城下の長町に生まれる。最初の名前は鋭次郎。河井継之助や小林虎三郎らは近所の幼なじみであった。また、兄の伊丹政由は、藩校・崇徳館の教授であった山田愛之助の指導で結成された「桶宗」の中心人物であった。そのため、鋭次郎(億二郎)も河井や小林と共にこれに加わった。
弘化元年（1844年）、長岡藩士・川島徳兵衛の養子となる。川島家は30石の微禄であった（後に7石加増）。崇徳館の助教を経て、嘉永2年（1849年）には江戸藩邸勤務となる。江戸在勤中に、佐久間象山の塾に通うようになり、そこで吉田松陰とも親しくなった。
嘉永6年（1853年）にペリーが来航すると、老中であった藩主・牧野忠雅の命で浦賀まで偵察に赴き、状況をありのまま報告するが、その際に提出した意見で忠雅の不興を買い、長岡に帰される。安政6年（1859年）、時の藩主・牧野忠恭（忠雅の養子）に子・鋭橘（後の牧野忠毅）が誕生したため、鋭次郎から億次郎に改名した。
慶応4年（1868年）の戊辰戦争に際して、当初は新政府軍に抗戦することには反対していた。しかし、慈眼寺での談判が決裂した後、開戦の決意を固めた河井の説得に同意。軍事掛となって山本義路らとともに北越戦争で奮戦し、八丁沖からの長岡城奪還にも参加している。

### 北越戦争以後

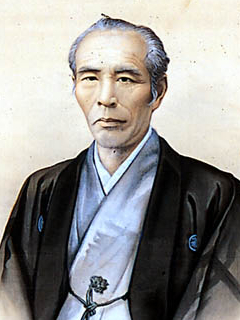
『三島億二郎肖像画』渡辺幽香画（長岡市立中央図書館蔵）

北越戦争直後は改姓改名して、三島宗右衛門と名乗ったこともあったが、明治以後は三島億二郎と改名した。明治2年（1869年）、版籍奉還によって、長岡藩知事となった藩主・牧野忠毅は、牧野頼母、小林虎三郎、三島の3人を藩の大参事に任命した。さらに、明治3年（1870年）の長岡廃藩に伴い、柏崎県大参事に任命された。
その頃、唐物商の岸宇吉邸には、舶来の石油ランプがあった。このランプを囲むようにして、三島と岸を中心に小林、森源三ら士族、大橋佐平ら商人、医師の梛野直、教育者の藤野善蔵らが集まって、町の復興や商業振興について語り合った。やがて、この集まりはランプ会と呼ばれるようになった。
こうしたつながりを支えとして三島は、士族授産のための産物会所（明治3年）・女紅場（明治9年）の創設を推進した。また、明治11年（1878年）には岸宇吉、関矢孫左衛門らと共に、第六十九国立銀行（北越銀行の前身）の創設発起人となったが、この銀行は秩禄処分で士族が得た公債を資本としていた。
また、国漢学校の拡充や長岡洋学校の創設（明治5年（1872年））、育英団体長岡社の創設（明治8年（1875年））といった教育政策、長岡會社病院（明治6年（1873年）、長岡赤十字病院の前身）の開設などの衛生行政にも尽力した。
この間、三島は大区小区制導入によって柏崎県第三大区長、柏崎県廃止により新潟県第十六大区長（明治9年（1876年））、古志郡長（明治12年（1879年））を歴任している。
明治15年（1882年）、古志郡長を辞職した後は北海道開拓に傾注し、明治19年（1886年）には笠原文平、大橋一蔵、関矢孫左衛門、岸宇吉らと北越殖民社を開設した。
私利私欲を求めず、経済の復興・発展を目指したその功績は大きいが、河井・小林ほど知名度は高くない。

## 顕彰

三島億二郎の像（長岡市）

- 昭和2年（1927年）　悠久山公園に顕彰碑が建立される。
- 平成10年（1998年）　千秋が原ふるさとの森東側の信濃川左岸堤防上（長岡赤十字病院近く）にブロンズ像・石碑が建立される。

## 日記
三島が明治2年から24年までの間、記し続けた日記42冊は、昭和49年に長岡市指定文化財となり、現在は長岡市立中央図書館に所蔵されている。また、長岡市史編さん事業で、それらの翻刻が進められ、長岡市史双書として4冊にまとめられて刊行された。
- 『三島億二郎日記』全4冊（長岡市、1991-2001年）